# Hold On Be Strong

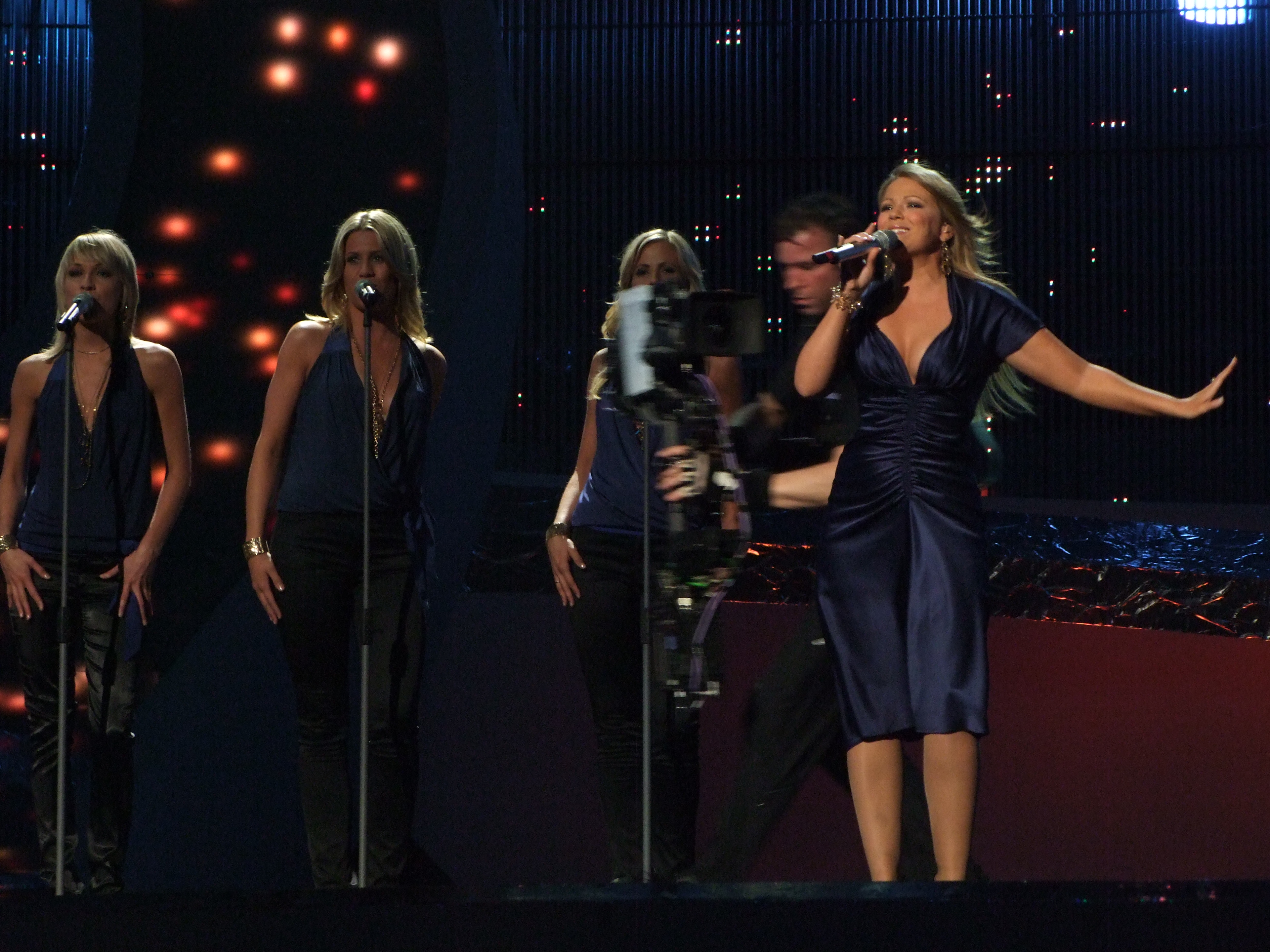
Maria en Belgrado

«Hold On, Be Strong» es una canción interpretada por la cantante noruega Maria Haukaas Storeng, escrita por Mira Craig. Esta canción representó a Noruega en el Festival de la Canción de Eurovisión 2008 realizado en Belgrado, Serbia.
La canción fue elegida a través del Melodi Grand Prix de 2008 el 9 de febrero.
Recibió el mayor número de votos del televoto y el jurado, con 77.566 votos más que el subcampeón.
El 20 de mayo de 2008 la canción fue cantada en la primera semifinal de Eurovisión finalizando en 4° lugar con 104 puntos y obteniendo el pase a la final. Fue la última canción interpretada en la noche del sábado 24 de mayo, antes de que la votación comenzara. Terminó en 5º lugar con un total de 182 puntos y recibiendo los 12 puntos de Suecia y Finlandia. Su participación se convirtió en ese momento en la mejor de un participante que alcanzaba el 5.º puesto, superando las puntuaciones de 170 puntos impuestas en 2004 y 2006; posteriormente, Australia en la edición de 2015 la superaría con 196 puntos.